# Стратегічне шосе
Стратегі́чне шосе́ — вулиця в Голосіївському районі міста Києва, місцевість Саперна слобідка. Пролягає від вулиці Ціолковського до Саперно-Слобідської вулиці.
Прилучаються проспект Науки, вулиці Малокитаївська, Велика Китаївська, Кримська, Павла Грабовського, Феодосійська та провулок Галшки Гулевичівни.

## Історія
Шосе виникло в середині 10-х років XX століття під цією ж назвою, як дорога до Наводницького (Стратегічного) мосту (тимчасового мосту через Дніпро, побудованого під час Першої світової війни у 1914–1915 роках). Простягалося до колишньої Набережно-Печерської вулиці (поблизу теперішнього Наддніпрянського шосе).
На початку 80-х років скорочено до сучасних розмірів під час реконструкції Саперно-Слобідської вулиці. В цей же час знесено і частину старої забудови вздовж існуючого відрізку Стратегічного шосе (внаслідок — ліквідовано Литовську вулицю, вулицю і провулок Латвійські, відомі з 10-х років XX століття).